# 下木山
下木山（しもきやま）は、新潟県新潟市南区の町字。郵便番号は950-1473。

## 概要
1889年（明治22年）から現在の大字。中ノ口川と信濃川の間の低平地に位置する。もとは1868年（明治元年）から1889年（明治22年）まであった下木山村の区域の一部。

### 隣接する町字
北から東回り順に、以下の町字と隣接する。
- 和泉
- 鍋潟
- 田尾
- 上木山
- 助次右衛門組
- 南田中
- 浦梨

## 歴史
1868年（明治元年）に、万年新田から分村して成立。

### 年表
- 1889年（明治22年）4月1日 : 合併により林村の大字となり、村役場所在地となる。
- 1902年（明治35年）4月1日 : 合併により小林村の大字となり、村役場所在地となる。
- 1955年（昭和30年）3月31日 : 合併により白根町の大字となる。
- 1959年（昭和34年）6月1日 : 白根町の市制施行により、白根市の大字となる。
- 2005年（平成17年）3月21日 : 合併により新潟市の大字となる。
- 2007年（平成19年）4月1日 : 新潟市の政令指定都市移行により、南区の大字となる。

## 世帯数と人口
2018年（平成30年）1月31日現在の世帯数と人口は以下の通りである。
| 大字   | 世帯数  | 人口  |
| ------ | ------- | ----- |
| 下木山 | 103世帯 | 285人 |

## 小・中学校の学区
市立小・中学校に通う場合、学区は以下の通りとなる。
| 番地 | 小学校             | 中学校                 |
| ---- | ------------------ | ---------------------- |
| 全域 | 新潟市立小林小学校 | 新潟市立白根第一中学校 |